# Renward Brandstetter
Renward Brandstetter, född 29 juni 1860, död 17 april 1942, var en schweizisk språkforskare.
Brandstetter var lärare vid Kantonsschule i Luzern 1884-1927. Han behandlade i en omfattande och originell produktion framför allt de schweiziska och indonesiska språken i jämförelse med avseende på språkbyggnadens principer.
Bland hans arbeten märks An introduction to Indonesian linguistics (1916) och Wir Menschen der indonesischen Erde (1921-1937).